# 常思徳
常 思徳（じょう しとく、935年 - 999年）は、北宋の軍人。汴州浚儀県の人。

## 経歴
後周の顕徳元年（954年）、徴募に応じて天武軍に属した。後に神衛都虞候に累進した。宋の雍熙3年（986年）、曹彬の下で遼を攻撃し、牙校をつとめた。曹彬の北征が失敗すると、宋軍は散り散りになったが、思徳は部下を掌握して易州に帰還した。思徳は面目を失したことを太宗に謝罪し、太宗は思徳を慰労してさとした。思徳は威虜軍に駐屯した。端拱元年（988年）、弓箭直都虞候として渓州刺史を兼ねた。
淳化5年（994年）、李順が蜀で反乱を起こすと、思徳は夔州・峡州で兵を招集した。思徳の軍が達州新寧県に達すると、反乱軍3000人あまりを梁山軍で殲滅した。雷有終が宋の官軍を率いて合州の境に到着すると、反乱軍2万と対峙した。思徳は尹元・裴荘らとともに雷有終と合流して反乱軍を討ち、合州を平定した。反乱側の田奉正・蘇栄が果州に拠ったため、思徳はこれを追撃して、800人を斬首した。果州が平定されると、残党が渠州や広安軍・梁山軍に逃亡した。そこで宋軍は二手に兵を分け、思徳が広安軍・梁山軍を担当し、尹元・裴荘らが渠州を担当した。宋軍は反乱軍の残党を殲滅し、思徳は功績により汝州刺史に任じられた。
しばらくして思徳は環慶路副都部署に転じ、邠州に駐屯した。咸平元年（998年）、李継隆とともに兵糧を霊州に運び込んだ。病のため陳留都監となり、左神武大将軍の位を加えられた。咸平2年（999年）、死去した。享年は65。

## 伝記資料
- 『宋史』巻275 列伝第34